# Söderhamn
För andra betydelser, se Söderhamn (olika betydelser).
Söderhamn är en tätort i Sverige, tillika centralort i Söderhamns kommun. Orten är belägen i Gävleborgs län och i landskapet Hälsingland med Bottenhavet i öster.

## Historik

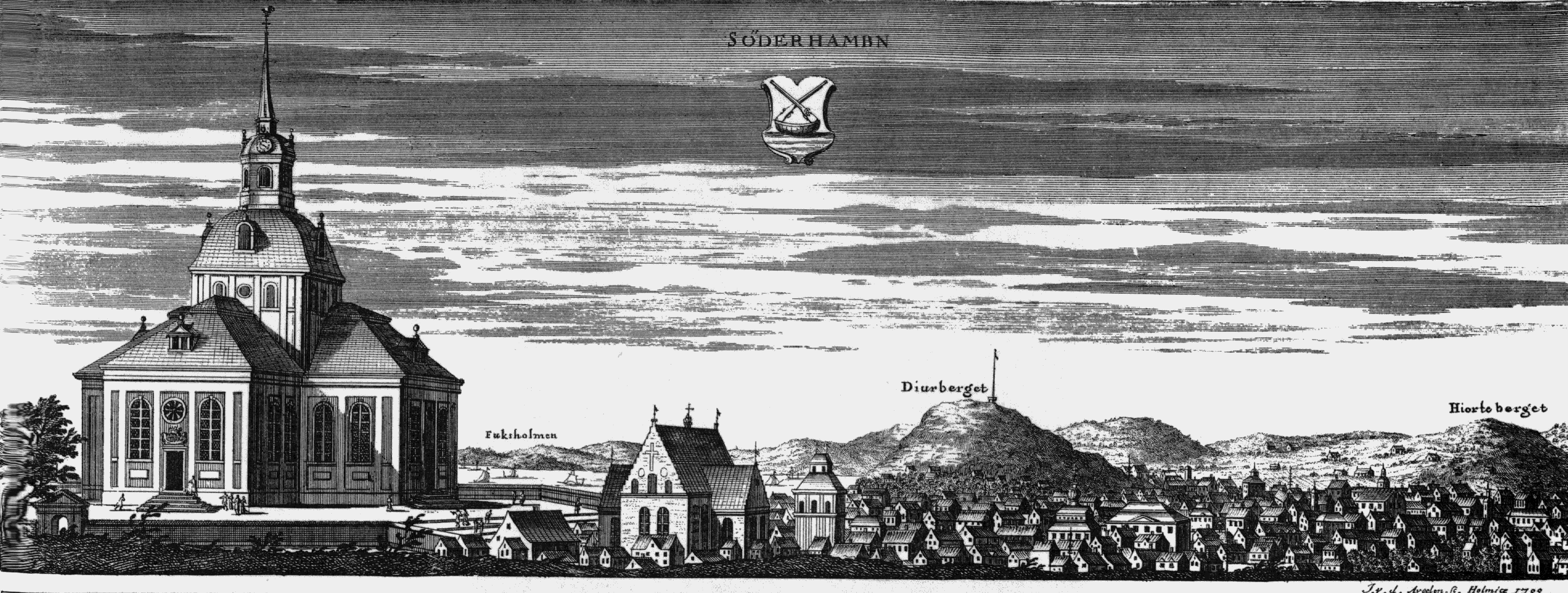
Söderhamn omkring år 1700. Ur Suecia antiqua et hodierna, och därmed troligen inte helt tillförlitlig.

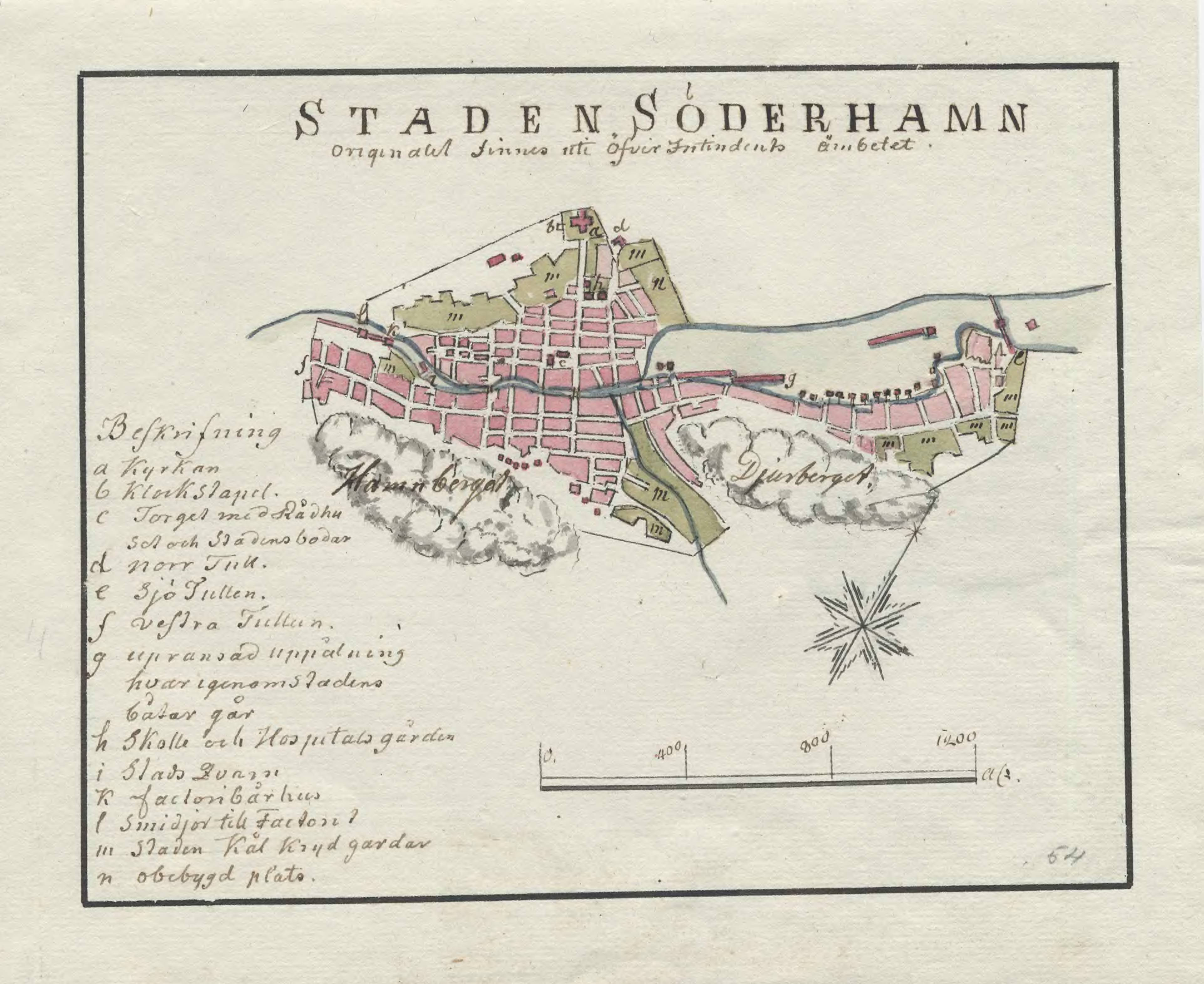
Karta över Söderhamn från 1790-talet

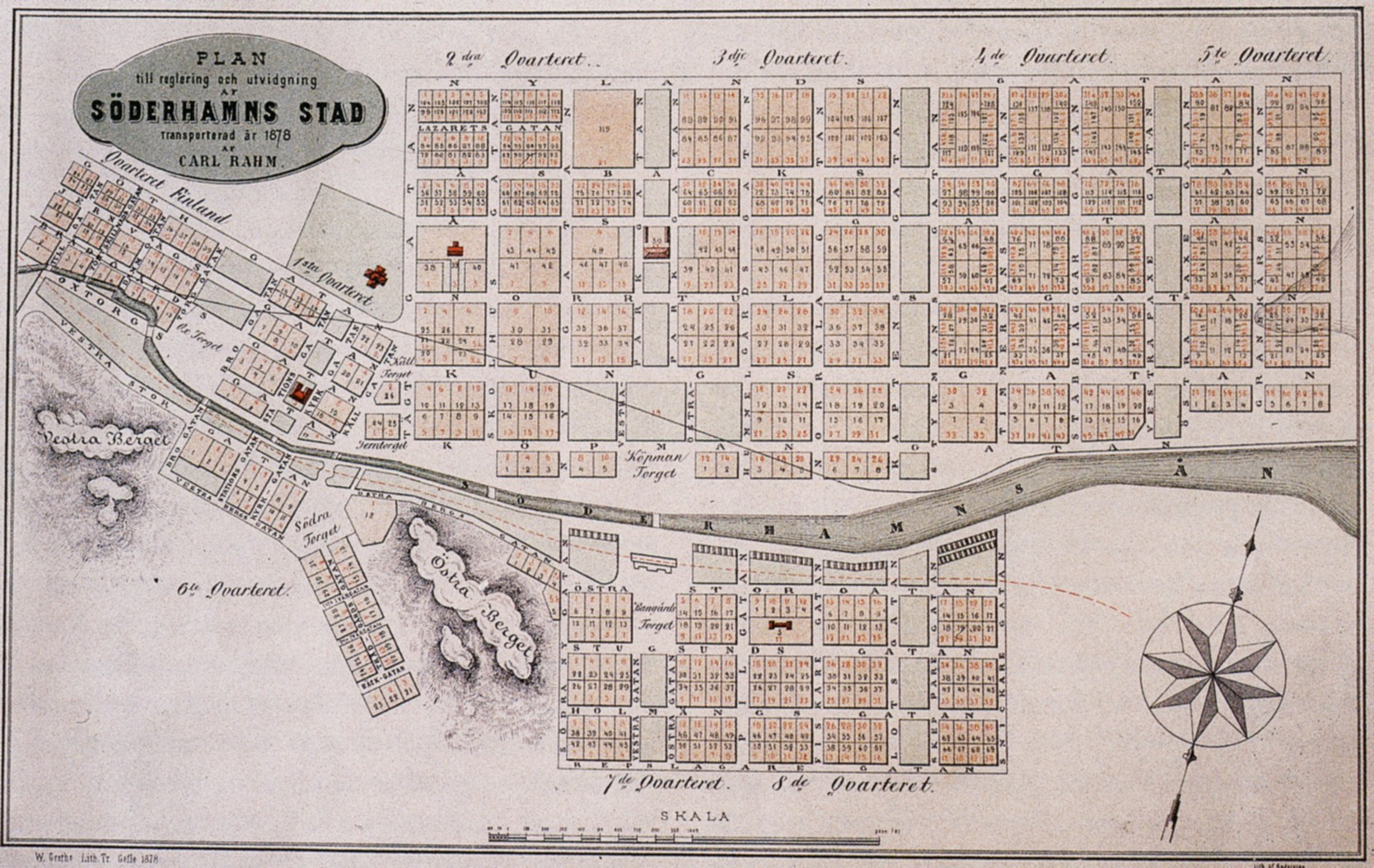
Plan för reglering av Söderhamn från 1876, delvis genomförd.

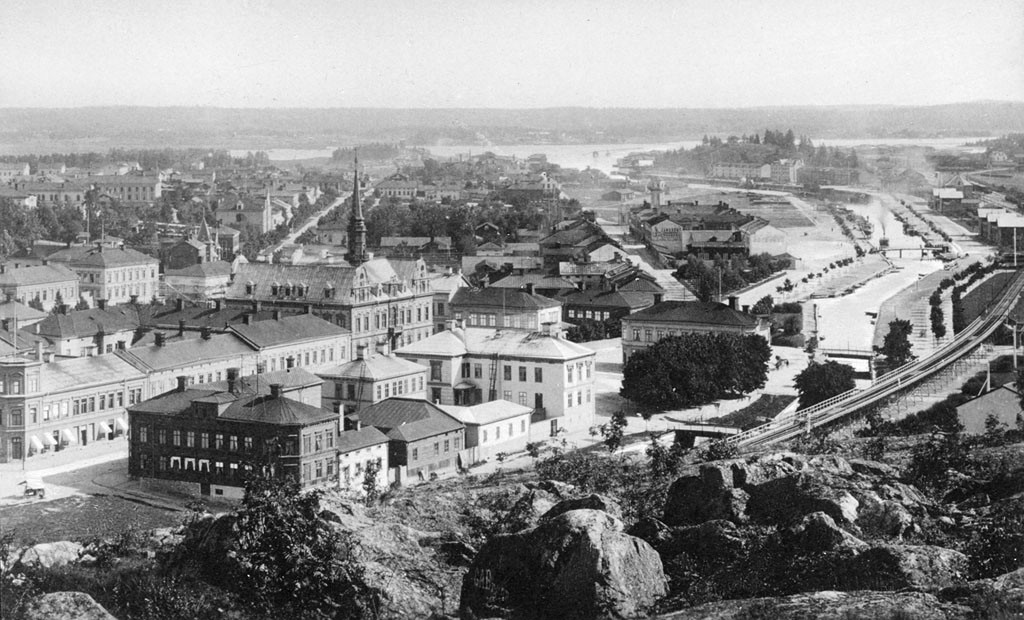
Söderhamn på 1890-talet. I mitten av bilden syns rådhuset.

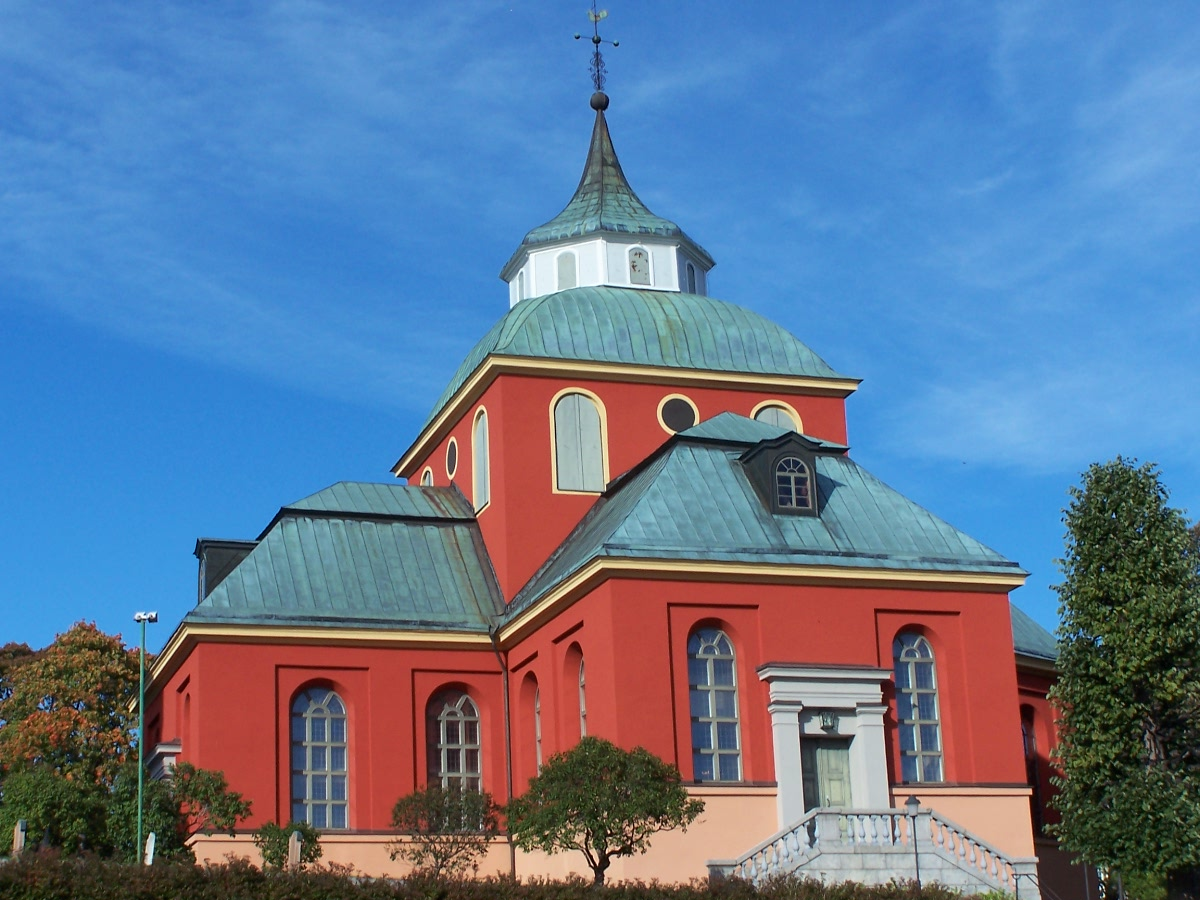
Ulrika Eleonora kyrka.

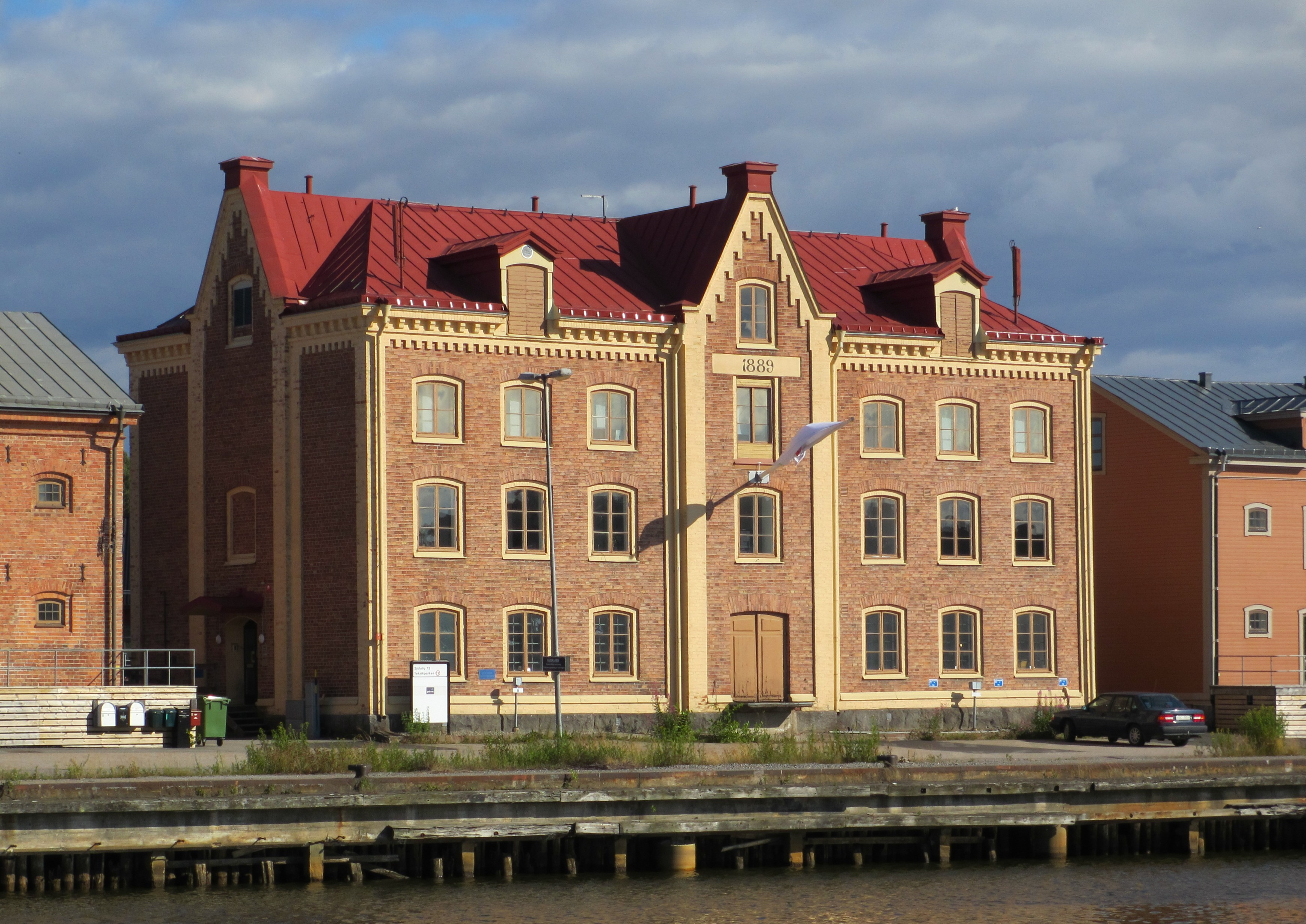
Tullhuset från 1889.

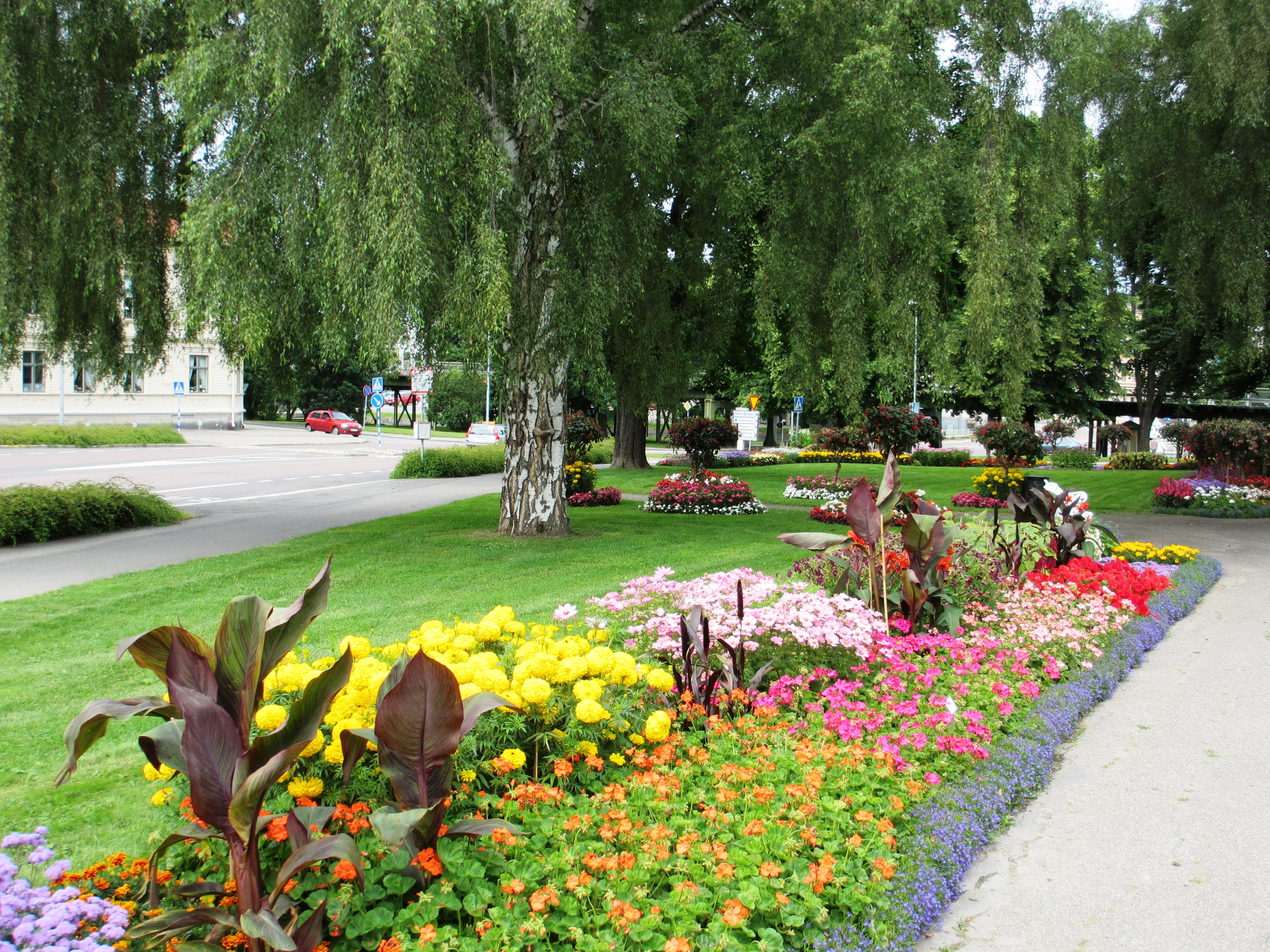
Källparken.

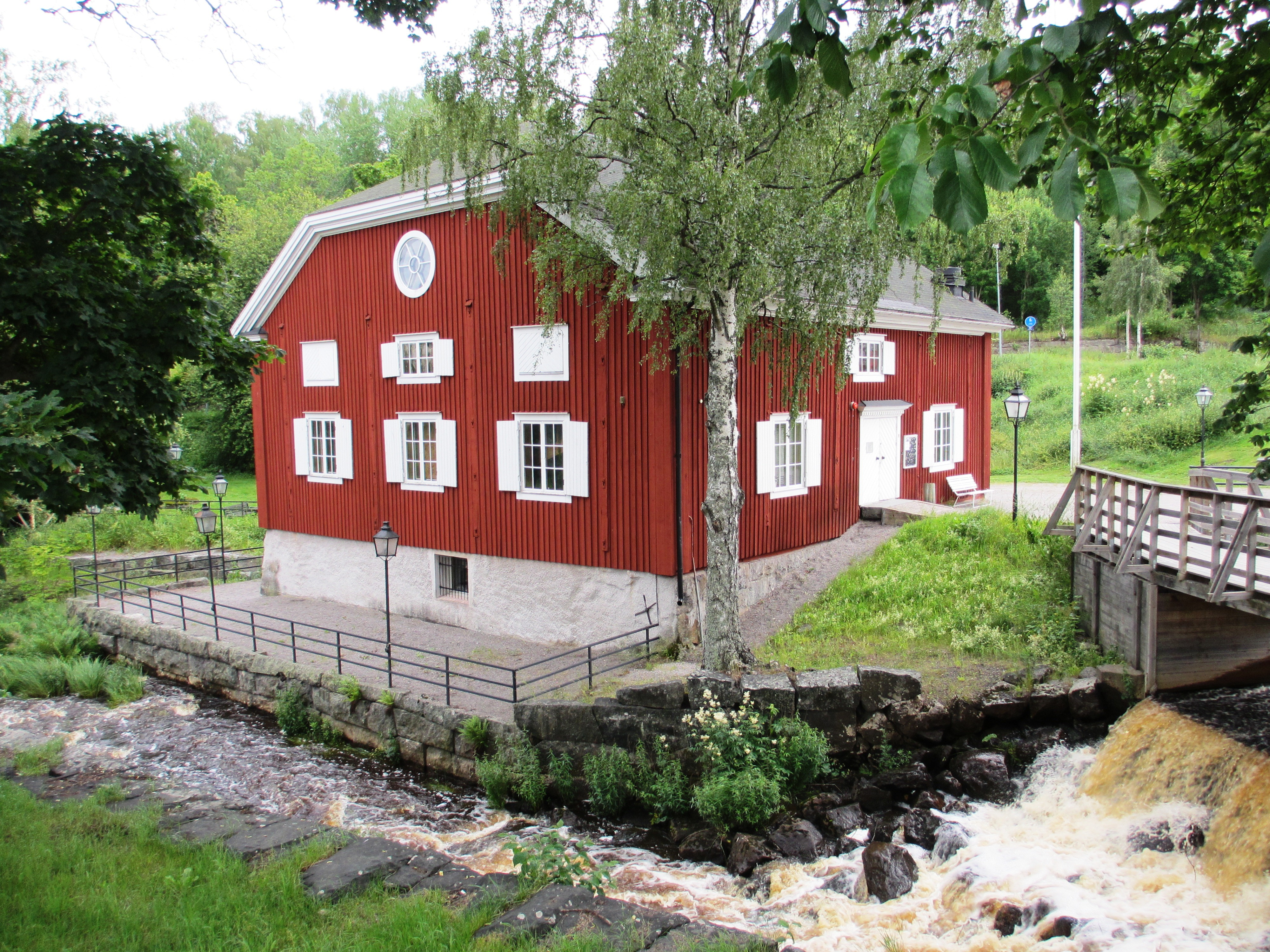
Tullmjölkvarnen.

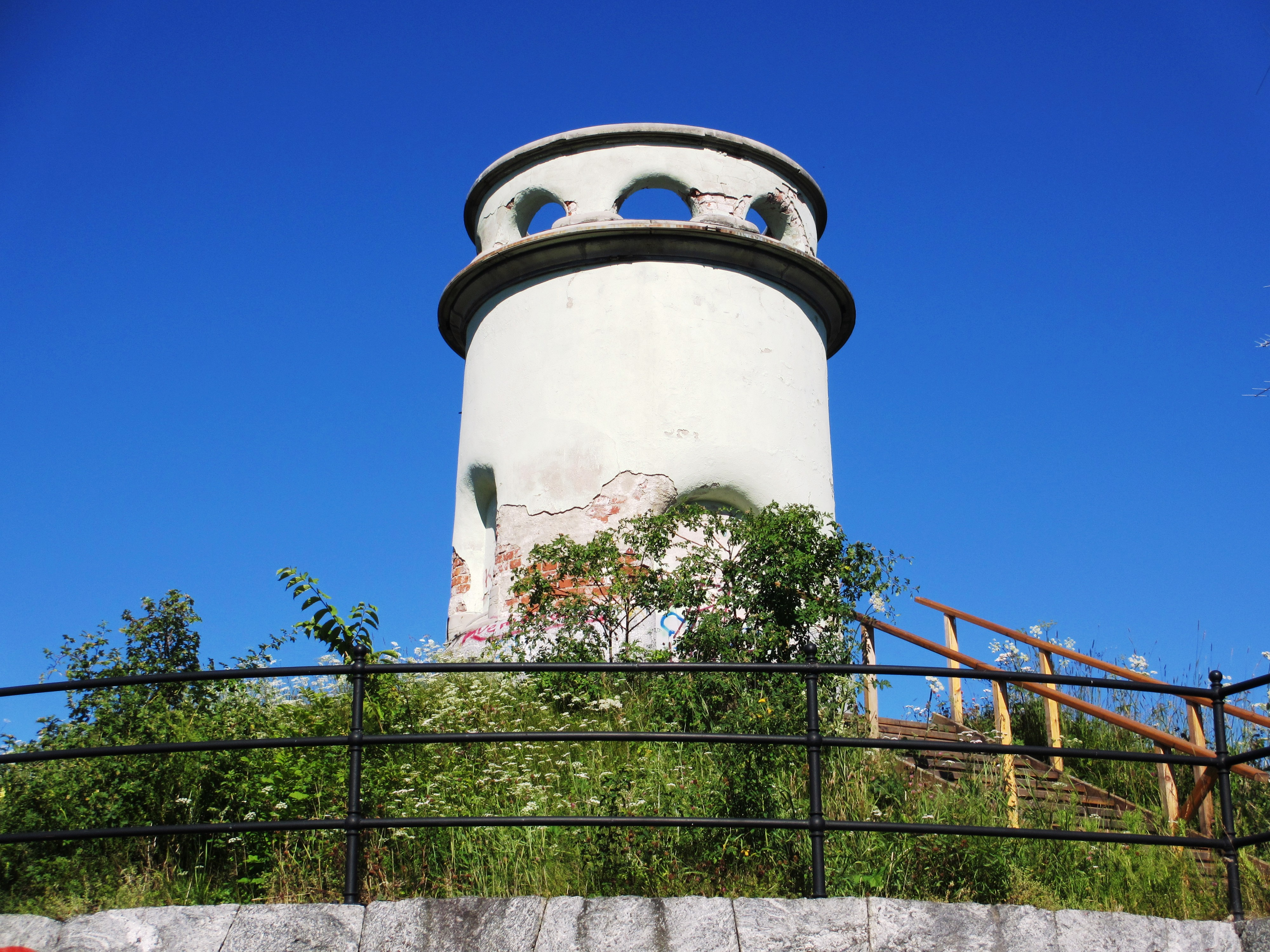
Gamla vattentornet på Västra berget.

Söderhamn grundades 1620 då Söderhamns gevärsfaktori startade sin verksamhet, och är därigenom en av de många städer som anlades på 1620-talet. Innan dess var Söderhamn en hamnplats där fiske och handel länge bedrivits, och där en borg, Faxehus, hade anlagts på medeltiden. Runt om i bygden bedrevs vapensmide, och denna verksamhet ville man koncentrera till en stad. Söderhamns faktor Karl Olsson (Carl Olofsson Burman) utnämndes till borgmästare. Därjämte donerades till den nya staden dess betydande jordegendomar, innefattande bland annat Stugsund och Sandarne samt öar och skär, däribland Storjungfrun. Det fastställdes också att stadens vapen skulle utgöras av "en pinass och däruti två musköter korsvis".
I samband med stadens grundande fick Olof Bure i uppdrag av rikets styrelse att göra stadsplaner i Norrland och Finland, och Söderhamn var en av de städer han under något år gjorde planerna till. Det är osäkert om Bures stadsplan finns bevarad, eller om den karta som ibland kopplas till honom är utförd av Norrlands förste lantmätare Olof Tresk. Bures stadsbygge låg på båda sidor om Söderhamnsån, vid nuvarande Rådhustorget. Kvarteren hade olika storlek och gatornas rutnätsmönster var inte så tydligt markerade, varför han måste ha tagit hänsyn till bebyggelsen som redan fanns. Spår av Bures stadsplan finns på Rådhusplatsen och i norra Öster. Bron över ån på Kyrkogatan har legat på samma ställe sedan Bures tid. Redan inom några årtionden hade staden vuxit betydligt.
Vid stadsbranden 1675 förstördes stora delar av staden och 60 smedjor och smedsbostäder brann ned. Vid återuppbyggnaden vidhölls det oregelbundna rutnätsmönstret och inga korrigeringar gjordes för att räta ut stadsbilden eller göra ån rakare. Staden fortsatte växa, huvudsakligen österut. År 1721, då Israel Arnell var borgmästare, brändes Söderhamn av ryssarna, och byggdes upp på samma sätt som tidigare. Efter den stora branden 1835, när 50 byggnader i centrum förstördes, gjordes för första gången en ny stadsplan, av lantmätaren Per Henrik Widmark. Av den blev litet realiserat. Först efter den sista svåra branden, 1876, gjordes räta rutnät och breda stråk av parker anlades.
Vapensmedsyrket fortfor länge att vara Söderhamns huvudnäring. Det bedrevs för statens räkning till 1757, var därefter utarrenderat samt nedlades 1813. Staden började i mitten av 1800-talet som ett led med det då inträffade uppsvinget inom sågverksindustrin att snabbt växa, till vilket sedermera även förbättrade kommunikationer bidrog. Det tillkom även en del annan industri, av vilken Söderhamns Verkstäder AB, grundat 1864, särskilt kan nämnas.
År 1861 öppnades den smalspåriga (1217 mm) Söderhamns Järnväg på sträckan Söderhamn–Bergvik. Denna köptes av staten 1885 och byggdes om till en normalspårig bana från Kilafors vid Norra stambanan via Bergvik till Söderhamn och vidare till Stugsund, där stadens huvudhamn var belägen. Genom tillkomsten av Ostkustbanan fick Söderhamn även järnvägsförbindelse med Gävle (1926) och Hudiksvall (1927). Persontrafiken Söderhamn–Kilafors lades ned 1971. År 1893 tillkom ett elektricitetsverk i Söderhamn.
Under 1930-talet medförde krisen inom trävarubranschen att en rad sågverk i trakten upphörde. Detta medförde att arbetslösheten i staden steg dramatiskt med betydande utflyttning och höjning av kommunalskatten som följd. I syfte att förbättra arbetsmarknaden tillkom 1945 Hälsinge flygflottilj (F 15) söder om staden och 1948 öppnade även L.M. Ericsson en fabrik. Dessa två arbetsgivare kom därigenom att under lång tid ha en dominerande ställning i Söderhamn.
Flygflottiljen lades ned 1998 i enlighet med försvarsbeslutet 1996 och den tidigare Ericssonfabriken stängdes definitivt 2004 efter att ha sålts till amerikanska Emerson 2000. Statsmakten har försökt kompensera arbetsmarknaden genom utlokalisering av en avdelning av  Patent- och registreringsverket, nämligen varumärkesavdelningen och Premiepensionsmyndighetens kundtjänst, samt gjort en satsning på småföretagande.

### Administrativa tillhörigheter
Söderhamns stad, som 1620 utbrutits ur Söderala socken, ombildades vid kommunreformen 1862 till en stadskommun. 1971 uppgick stadskommunen i Söderhamns kommun med Söderhamn som centralort.
I kyrkligt hänseende hör orten sedan 1620 till Söderhamns församling, dessförinnan till Söderala församling.
Orten ingick till 1965 i domkretsen för Söderhamns rådhusrätt och därefter till 1971 i Sydöstra Hälsinglands domsagas tingslag. Från 1971 till 2005 ingick Söderhamn i Bollnäs domsaga och orten ingår sedan 2005 i Hudiksvalls domsaga.

### Befolkningsutveckling
| Befolkningsutvecklingen i Söderhamn 1960–2020 | Befolkningsutvecklingen i Söderhamn 1960–2020 | Befolkningsutvecklingen i Söderhamn 1960–2020 | Befolkningsutvecklingen i Söderhamn 1960–2020 | Befolkningsutvecklingen i Söderhamn 1960–2020 |
| --------------------------------------------- | --------------------------------------------- | --------------------------------------------- | --------------------------------------------- | --------------------------------------------- |
|                                               |                                               |                                               |                                               |                                               |
| År                                            |                                               |                                               | Folkmängd                                     | Areal (ha)                                    |
| 1960                                          | 1960                                          |                                               | 11 896                                        |                                               |
| 1965                                          | 1965                                          |                                               | 12 735                                        |                                               |
| 1970                                          | 1970                                          |                                               | 13 721                                        |                                               |
| 1975                                          | 1975                                          |                                               | 14 673                                        |                                               |
| 1980                                          | 1980                                          |                                               | 13 994                                        |                                               |
| 1990                                          | 1990                                          |                                               | 13 262                                        | 1 003                                         |
| 1995                                          | 1995                                          |                                               | 13 211                                        | 1 030                                         |
| 2000                                          | 2000                                          |                                               | 12 710                                        | 1 035                                         |
| 2005                                          | 2005                                          |                                               | 12 056                                        | 1 036                                         |
| 2010                                          | 2010                                          |                                               | 11 761                                        | 1 053                                         |
| 2015                                          | 2015                                          |                                               | 12 259                                        | 916                                           |
| 2020                                          | 2020                                          |                                               | 12 213                                        | 937                                           |
|                                               |                                               |                                               |                                               |                                               |

## Stadsbild
Söderhamns stadskärna genomflyts av Söderhamnsån. Huvudgator är Köpmangatan, vilken delvis är gågata med en rad butiker, och den trädplanterade Kungsgatan. Trots rivningar finns en hel del äldre trähusbebyggelse bevarad. Av äldre mer betydande byggnader kan främst nämnas Ulrika Eleonora kyrka från 1685–1692, ritad av Nicodemus Tessin d.y., och Söderhamns rådhus, uppfört 1860–1869 efter ritningar av Gustav N. Runer, byggmästare i Gävle, och efter stadsbranden 1876 restaurerat i holländsk renässansstil av Ernst Jacobsson. På torget mellan rådhuset och ån står sedan 1899 en obelisk, vilken härrör från Stockholmsutställningen 1897 och försetts med porträttmedaljong, utförd av stadsingenjör Gustaf Hultquist, föreställande Gustav II Adolf, stadens grundläggare.
Vidare finns Borrhuset, uppfört 1747–1748 efter ritningar av Christopher Polhem. Byggnaden tillhörde ursprungligen Söderhamns gevärsfaktori och efter restaureringen 1914–1915 skänktes byggnaden till staden och har sedan dess använts som stadsmuseum. Söderhamns teater uppfördes i nyrenässansstil 1880–1882 efter ritningar av Johan Erik Stenberg (som även ritade Sundsvalls teater), medan interiörerna utsmyckades av Carl Grabow. Läroverkshuset, nuvarande Staffangymnasiet, uppfördes 1861–1864 efter ritningar av Johan Erik Söderlund och om- och tillbyggdes 1904–1909 efter ritningar av Axel Lindegren. Efter senare ombyggnader har skolan numera exteriört prägel av 1920- och 1930-talen. Det av nämnde Stenberg ritade gamla flickläroverket, nuvarande Faxeskolan, uppfördes 1879–1881.
På Östra berget i centrala staden finns utsiktstornet Oscarsborg, uppfört 1895 efter ritningar av Gustaf Hultquist, vilket blivit en välkänd symbol för Söderhamn. Där finns även en minigolfbana och en liten servering. På Västra berget finns ett rekreationsområde med renodlad naturmiljö. I staden finns också flera parker.
I stadens utkant vid E4:an ligger E-Center som är ett större köpcenter med flera butiker.

### Ljuständningen
Staden är känd för sin årliga ljuständning. Under jul- och trettondagshelgen tänds hundratals levande ljus i Rådhusets alla fönster, Drottningkronan i tornet på Ulrika Eleonora kyrka och Kungakronan i Kungsbacken. Ljuständningen sker på:
- Julaftonskvällen kl. 23.30 (endast Drottningkronan i samband med midnattsmässan)
- Juldagens morgon kl. 07:00–09:00
- Juldagens kväll kl. 17.00–20.00 (endast Kungakronan och Rådhuset)
- Nyårsafton kl 22.00–01.30 (endast Rådhuset i samband med nyårsfirandet)
- Trettondagen kl. 15.00-18.00

Traditionen går tillbaka till 1793 då Drottningkronan tändes första gången. Kungakronan tändes första gången i samband med kung Karl XIV Johans besök i Söderhamn 1835.

## Kommunikationer

### Järnväg
Söderhamn har en järnvägsstation på Ostkustbanan med fjärrtåg till Gävle-Stockholm och Sundsvall-Umeå samt regionaltåg till Gävle och Sundsvall. 

### Vägar
Söderhamn är knutpunkt för flera stora vägar. E4:an passerar i nordsydlig riktning genom staden. E4:ans sträckning söder om staden är Sveriges första fyrfältsväg. Riksväg 50 börjar i Söderhamn och fortsätter sydväst om staden mot bland annat Bollnäs, Falun, Borlänge och Örebro för att sluta i Jönköping.

### Flygplats
Söderhamns flygplats (tidigare Helsinge Airport) invigdes på hösten 1948, men den reguljära trafiken kom igång först 1983, då flygplatsen var en militär flygplats. Den reguljära trafiken vid flygplatsen upphörde i december 2000, som en följd av att Ostkustbanan förbättrades med nya sträckningar, vilket innebar snabba järnvägar med 200 km/h i topphastighet.
Den gamla flygplatsen är för närvarande en företagspark med ett välbesökt flygmuseum som även tar emot skolelever från olika skolor och klasser.

## Flottiljstaden

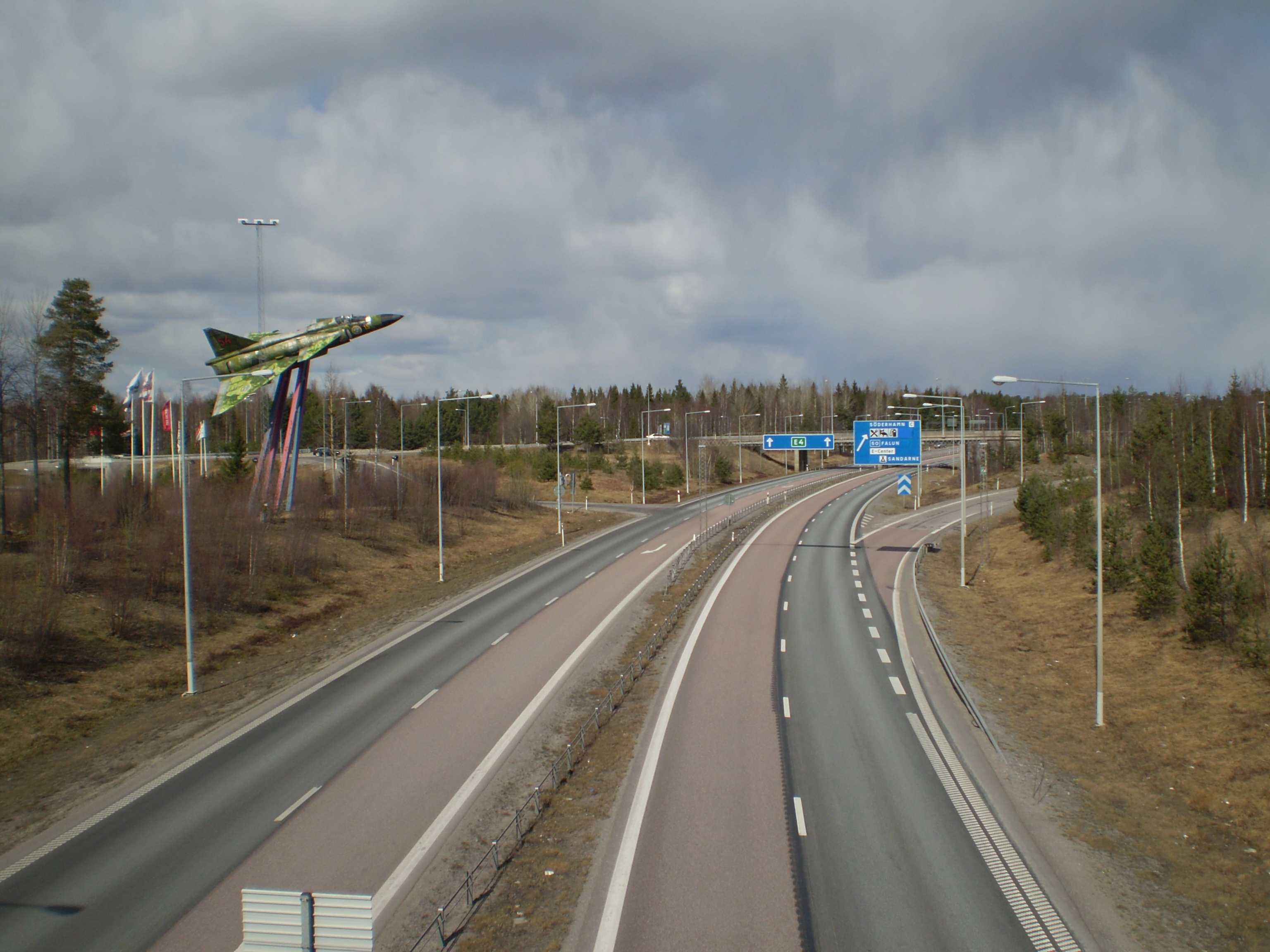
AJ 37 Viggen (37031) i Söderhamn, vid Sveriges första fyrfältsväg.

Mellan åren 1945 och 1998 hade Flygvapnet en flygflottilj förlagd till Söderhamn, vilken gick under namnet Kungliga Hälsinge flygflottilj, F 15. Flottiljen var lokaliserad till Söderhamns flygplats och var från början en jaktflottilj, men organiserades från 1960 som en attackflottilj. 1976, två år efter att flottiljen tillförts AJ 37 Viggen, lokaliserades Flygvapnets typinflygningsskola för flygplan 37 till Söderhamn. Detta innebar att samtliga piloter till Viggen inom Flygvapnet hade sin flygutbildning på Viggen i Söderhamn. 1995 firade flottiljen sin 50-årsdag och i samband med detta skänktes ett Viggen-flygplan till staden som firade sitt 375-årsjubileum samma år. Flygplanet monterades på en pelare längs E4:an. Flottiljen kom genom försvarsbeslutet 1996 att avvecklas den 30 juni 1998.

## Tidningar
I Söderhamn utges den politiskt oberoende (tidigare socialdemokratiska) sexdagarstidningen Söderhamns-Kuriren. De viktigaste äldre tidningarna är konservativa Helsingen (1857–1928) och liberala Söderhamns Tidning (1878–1963).

## Musikliv
Söderhamn är känt för ett rikt musikliv. Inom jazzgenren har staden bidragit med framstående namn som Jan Johansson och Thomas Jutterström. Den sistnämnde var under 1970-talet medlem i jazzrockgruppen Splash som var relativt stora utomlands, i till exempel Tjeckoslovakien och Norge. Flera av medlemmarna i Splash, däribland Hempo Hildén, numera mest känd som hårdrockstrummis, hade under 1960-talet spelat i popgruppen Why. Den tidigare lokalt kända sångerskan Monica Törnell fick sitt nationella genombrott 1972.
I staden finns en kommunal musikskola och Studieförbundet Bildas "rockskola" för både ungdomar och vuxna. På Östra Berget anordnas varje sommar också så kallade trivselkvällar, där lokala sångbegåvningar får chansen att visa upp sig. Kända yngre förmågor är främst popsångerskan Anna Sahlene och rockbandet Wolverine som spelar progressive rock.

## Sport
Bandyn har av tradition en särskilt stark ställning i staden. Klubben Broberg/Söderhamn Bandy bildades 1919 och herrlaget, som låg på femte plats i maratontabellen för Sveriges högsta division efter säsongen 2007/2008, har blivit svenska mästare fem gånger, senast säsongen 1976/1977. Sedan 1976 spelar laget sina matcher på den nya anläggningen Hällåsen. Från 2017 står en nybyggd inomhusarena, Helsingehus Arena, på samma plats. Arenan har plats för 3500 åskådare och är nu hemmaarena. 
Söderhamn har även en framstående förening i bordtennis, Söderhamns UIF, vilken spelar i Elitserien på herrsidan. De har vunnit 7 SM-guld; senast 2023 mot Eslöv. 

## Näringsliv

### Handel
I centrala Söderhamn ligger finns ett samlat område med affärer längs med Köpmangatan, i synnerhet där den gjorts om till gågata. Enligt SCB:s avgränsning av handelsområden för 2015 fanns här ett områder med koden H2182011 som omfattade 22 arbetsställen för detaljhandel med runt 150 anställda. Här ligger bland annat gallerian Furan. I Furan ligger bland annat olika butiker med detaljhandel, ett café, ett gym och en Willys Hemma, som fram till februari 2011 var en Hemköp.
De kooperativa butikerna i Söderhamn drevs tidigare av en lokal konsumentförening, Konsumentföreningen Söderhamn, grundad 1898. Den uppgick på 1990-talet i Konsumentföreningen Svea. En modern större Konsumbutik uppfördes i början av 1930-talet vid Köpmangatan. I anslutning till denna invigdes den 21 september 1961 stadens första egentliga varuhus, Domus, på Skolhusgatan vid Strykjärnsparkens östra sida. Detta ersattes i mitten av 1970-talet av ett nytt Domusvaruhus, beläget på Köpmangatan vid Strykjärnsparkens norra sida. Ett Tempovaruhus öppnade i september 1963.
Ett externt köpcenter, E-center, etablerades 1993 och ligger vid E4:an. Där finns bland annat Stora Coop (som ersatte Domus på Köpmangatan) och Ica Kvantum. Enligt avgränsningen för år 2015 har detta handelsområde koden H2182001 och omfattade 12 arbetsställen för detaljhandel med runt 200 anställda.
Lidl etablerade sig i Söderhamn i november 2004 i tätortens västra del. Enligt avgränsningen för år 2015 ingick det i ett tredje handelsområde med koden H2182006, omfattandes 5 arbetsställen för detaljhandel.

### Bankväsende
Söderhamns sparbank inledde sin verksamhet 1854. Verksamheten uppgick helt i Swedbank år 2007.
Mälareprovinsernas Enskilda Bank hade kontor i Söderhamn åtminstone från 1860-talet. Den 1 november 1865 öppnade Gefleborgs enskilda bank avdelningskontor i Söderhamn. År 1873 bildades Helsinglands enskilda bank i Söderhamn. Mälarbanken drog in sitt kontor år 1882. År 1899 bildades Söderhamns folkbank.
Helsingebanken och Gävleborgsbanken uppgick i Bankaktiebolaget Norra Sverige år 1908 respektive 1911. Folkbanken uppgick år 1915 i Norrlandsbanken. Både Norra Sverige och Norrlandsbanken uppgick snart i Svenska Handelsbanken. Under tiden etablerades år 1917 nya kontor av Arbetarringens bank (senare Köpmannabanken) och Gäfle folkbank och Mälareprovinsernas bank återkom. Köpmannabankens kontor övertogs år 1920 av Skandinaviska kreditaktiebolaget, medan Gävleborgs folkbank och Mälarbanken uppgick i Uplands enskilda bank respektive Handelsbanken. Uplandsbanken överlät sitt kontor till Handelsbanken 1932. Sundsvallsbanken etablerade sig på orten 1956.
SEB stängde kontoret i Söderhamn sommaren 2007. Swedbank, Handelsbanken och Nordea finns alltjämt kvar på orten.

## Kända personer från Söderhamn
- Anna Asp, scenograf
- Hans Bendrik, skådespelare
- Ulla Bjerne, författare
- Svante Albert Blombergsson, konstnär
- Gertrud Bodlund, skådespelare
- Johan Erik Bolinder, konstnär
- Johan Gustaf Brolin, grosshandlare, politiker
- Abraham Bäck, kunglig livmedikus
- Sven Bælter, hovpredikant
- Stellan Claësson, filmproducent
- Eva Cooper, redaktör, debattör
- Aron Modig, kristdemokratisk politiker
- Daniel Djurberg, professor i teologi
- Gösta Edman, professor i farmaci
- Göran Edman, rocksångare
- Ernst Ellberg, tonsättare
- Per Englund, konstnär
- Jörgen Flach, dansbandsmusiker
- Anders Flodström, universitetskansler
- Mathias Florén, (Marmaverken) fotbollsspelare
- Birger Forell, präst
- Nils Färnström, redaktör, författare, sportfiskare och filatelist
- Arne Geijer, fackföreningsman
- Alf Grandien, redaktör, politiker
- Engelbert Halenius, biskop
- Laurentius Jonæ Halenius, prost, riksdagsman
- Petter Hansson, fotbollsspelare
- Adolf Hillman, skriftställare
- Bror Häger, uppfinnare
- Olle Häger, historiker, dokumentärfilmare
- Kåge Jehrlander, operasångare
- Jan Johansson, jazzpianist
- Magnus Jonsson i Vannsätter, hemmansägare, riksdagsman
- Thomas Jutterström, jazzpianist
- Stefan Karlsson, före detta landslagstränare bandy
- Leif Kihlberg, statsvetare, redaktör
- August Lehman, apotekare
- Anders Lennberg, regissör
- Åke Lindström, skådespelare
- Wilma Malmlöf, skådespelare
- Lars-Göran Nilsson, professor i psykologi
- Mats Olsson, basketspelare
- Johan Oremo, fotbollsspelare
- Adolf Pira, docent i zoologi
- Fredrik Präntare, spelskapare, entreprenör, forskare
- Anna Sahlene, (Sandarne) sångerska
- Harald Sandberg, konstnär
- Barbro Sedwall, tecknare, författare
- Göran Sedvall, bandyspelare
- Einar Stenhagen, professor i medicinsk biokemi
- Joakim Svenheden, violinist
- Nathan Söderblom, ärkebiskop, nobelpristagare
- Anders Södergren, skidåkare
- Gösta Thörnell, professor i latin
- Olof Thörnell, överbefälhavare
- Monica Törnell, sångerska, låtskrivare
- Tobias Törnell, fakir
- Barbro Werkmäster, författare, konstvetare
- Olle Wiklund, skidåkare, konstnär
- Torsten Wikén, professor i mikrobiologi

## Referenser

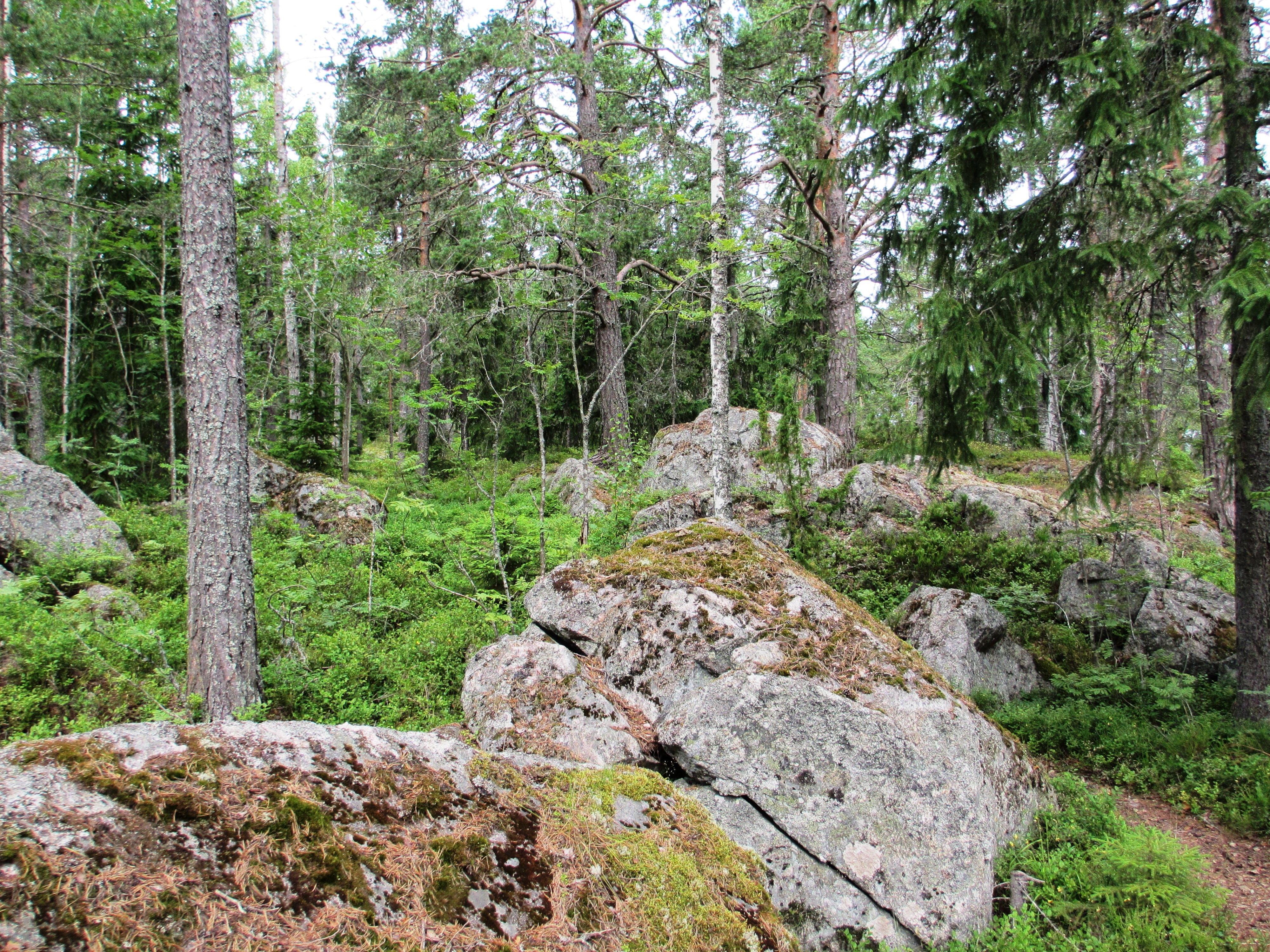
Naturmiljö på Västra berget.